# Urtext (discográfica)
Urtext Digital Classics es una compañía discográfica independiente mexicana, especializada en música clásica, música del mundo y jazz. Fue fundada en 1995 por Marisa Canales y Pedro Carmona.

## Historia
La compañía fue creada en 1995 por la flautista y compositora Marisa Canales y Pedro Carmona. En 1994 Marisa Canales ganó un premio por parte del Fondo Nacional para la Cultura y las Artes (FONCA) por la producción de un disco con obras para flauta. El proyecto creció hasta la edición de Música de las Américas, un álbum que tuvo la participación del Conjunto de Cámara de la Ciudad de México dirigido por Benjamín Juárez. Canales y Carmona decidieron lanzar un sello discográfico. En ese entonces el 95% de la música de concierto grabada y producida en México era de procedencia extranjera, en un momento además en que muchos amantes de la música y seguidores del género estaban haciendo la transición de discos de vinilo hacia discos compactos.
Hacia 2001 la compañía sufrió una situación negativa debido a que era la disquera mexicana Discos Peerless quien se encargaba de la distribución de sus materiales, y esta fue absorbida por Warner Music, que no mostró interés por el catálogo.  En 2005 decidieron migrar a la distribución digital haciendo alianza con los sitios Naxos y Pandora y distribuyendo a través de su propio sitio web. Tras enfrentar una nueva crisis en 2006, la firma solicitó un crédito y recibió beneficios del Consejo Nacional para la Cultura y las Artes de México para continuar su existencia.
En 2015 contaba con cerca de 320 títulos entre los que se cuentan los del guitarrista Juan Carlos Laguna, el violonchelista Carlos Prieto o el Cuarteto Latinoamericano, entre muchos otros. Los géneros que abarca, además de la música académica, son los de música barroca y virreinal, étnica, indígena y jazz en distintas variantes.

## Premios y reconocimientos
La discográfica ha sido nominada tres veces al Premio Grammy Latino.